# Valea Poștei
Valea Poștei – wieś w Rumunii, w okręgu Teleorman, w gminie Scurtu Mare. W 2011 roku liczyła 209 mieszkańców.